# La Palma (chanteuse)
 (décembre 2011).
Si vous disposez d'ouvrages ou d'articles de référence ou si vous connaissez des sites web de qualité traitant du thème abordé ici, merci de compléter l'article en donnant les références utiles à sa vérifiabilité et en les liant à la section « Notes et références ».
Pour les articles homonymes, voir La Palma.
La Palma est une chanteuse française, née Marie Dalmazzo le 5 octobre 1896 à Épinal et décédée le 7 octobre 1979 à Nîmes. Son père était un lutteur originaire de Marseille. Elle eut une brillante carrière entre les années 1920 et 1950 dans plusieurs salles parisiennes de l’époque.

## Biographie
Elle fait ses débuts sous le nom de La Palma qu’elle se choisit en montant pour la première fois sur une scène, celle de l'Apollon, à Bordeaux[réf. nécessaire]. Elle se retrouve à Paris durant la Grande guerre pour aboutir à Marseille après la fin de celle-ci. Sa notoriété grandit dans tout le midi de la France, mais ne s’y limite pas puisqu’elle fait de fréquentes incursions à Paris pour y chanter avec le même succès. Sous l'occupation allemande, elle et son mari, Édouard Jalabert, directeur de l'Apollon, deviennent résistants et seront faits prisonniers. Après la guerre, elle ouvre un café à Marseille tout en se retirant peu à peu du spectacle.
Entre 1930 et 1933, « La Palma de L'Empire », comme certains[Qui ?] l’appelleront après son passage à L'Empire, enregistre quelques titres sur disque 78 tours, tels La Chaîne, La Glu, ou encore Je te veux cette nuit, Nous ne sommes pas faits l'un pour l’autre, Tu voudrais me voir pleurer (Bénech et Dumont) ou J'ai peur de savoir. 

## Décoration
- Médaille de la Résistance française (décret du 31 mars 1947)[2]